# Posen (provincie)

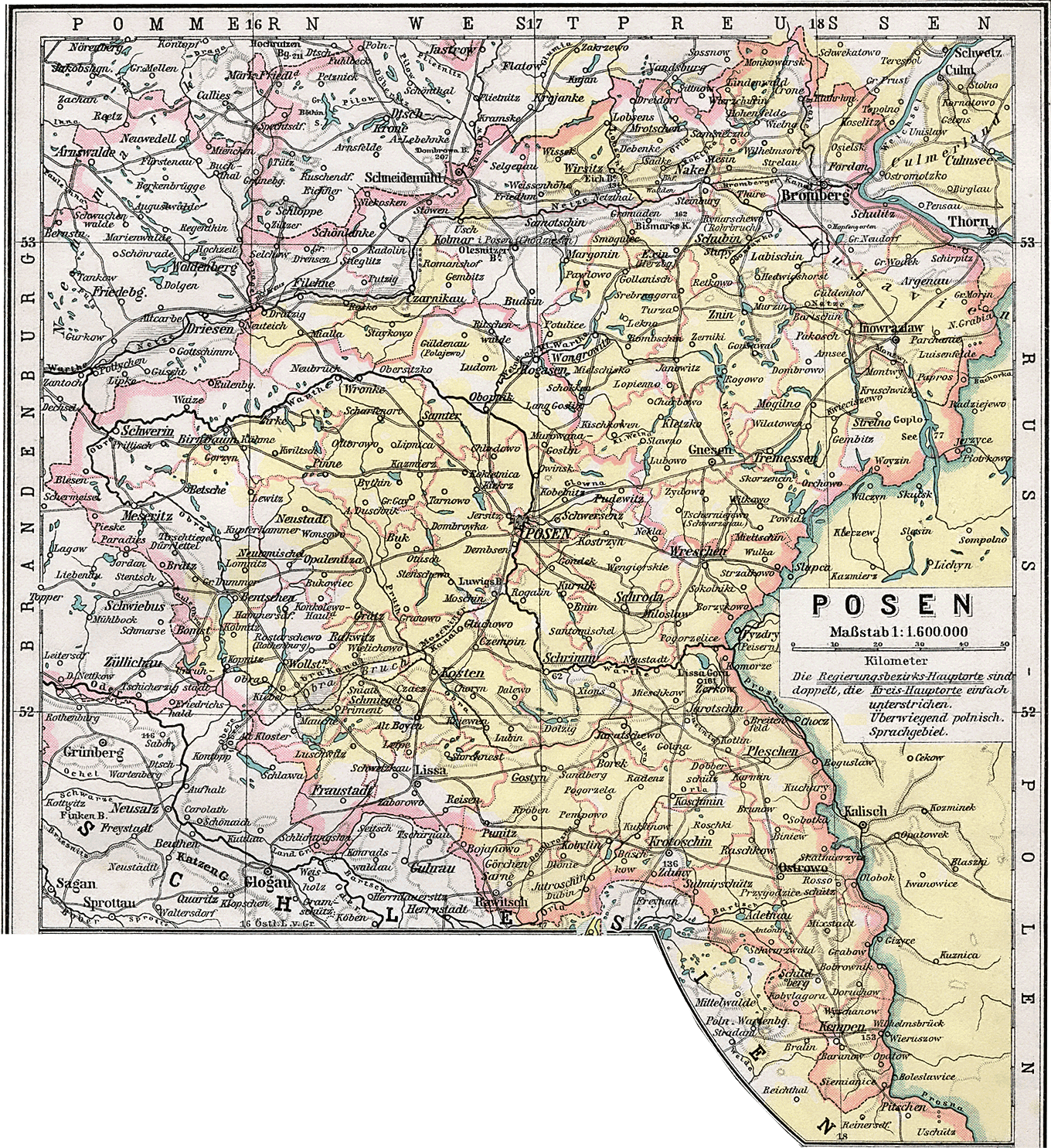
De provincie Posen in 1905.

Posen (Pools: Poznań), van 1815 tot 1849 groothertogdom Posen, was een provincie van Pruisen die bestond van 1815 tot 1918.

## Geschiedenis tot inlijving bij Pruisen
De provincie behoorde oorspronkelijk tot het koninkrijk Polen als deel van Groot-Polen, het geografisch en historisch kerngebied van de Poolse natie. Het in 1000 opgerichte Poolse aartsbisdom Gniezno (Gnesen) werd gevestigd in wat later de provincie Poznan (Posen) genoemd zou worden. De westelijke helft van Groot-Polen kwam bij de Tweede Poolse Deling (1793) aan het koninkrijk Pruisen, waarbij het gebied als nieuwe provincie een plaats kreeg onder de naam Zuid-Pruisen. 
Zuid-Pruisen kwam bij de Vrede van Tilsit (1807) aan het hertogdom Warschau, dat beschouwd kan worden als de heropgerichte Poolse staat, op een kleiner territorium en onder Franse bescherming. Deze staat werd echter na Napoleons val in 1815 opgeheven. Het betreffende grondgebied werd opnieuw aan Rusland (Congres-Polen) en Pruisen (groothertogdom Posen) toegekend, terwijl Krakau als de republiek Krakau een vrijstaatje bleef onder Habsburgse controle.

## Bij Pruisen ingelijfd
Posen werd nu als groothertogdom een autonoom gebied met tweetalig bestuur onder de Pruisische kroon, evenwel buiten de Duitse Bond. De Poolse meerderheid behield het recht op het behoud van haar nationale instituties voor een "vrije ontwikkeling van de Poolse natie, cultuur en taal". Naast de Pruisische Oberpräsident Zerboni di Sposetti werd als Poolse groothertog prins Antoni Radziwiłł tot Pruisisch stadhouder aangesteld. Het aanvankelijk gematigde beleid jegens de Polen veranderde onder Oberpräsident Eduard Heinrich von Flottwell na de Novemberopstand van 1830, in het Russische deel van Polen. Vooral de Posense adel had zich geëngageerd met deze opstand en opstandelingen uit het Russische gebied onderdak en hulp geboden. De opstand werd twee maanden later gedempt door Russische troepen, terwijl Pruisen zijn grenzen hermetisch sloot.
Dit revolutionaire streven naar de heroprichting van een Poolse staat was een staatsgevaar voor Pruisen en werd dienovereenkomstig onderdrukt. Een groot aantal grondbezittende Poolse edelen nam na de mislukking de wijk naar het buitenland. Zij verkochten hun bezit aan de Pruisische staat of rechtstreeks aan Duitse 'Junker', die sindsdien een meerderheidsaandeel in het grootgrondbezit zouden weten te verwerven. Na 1830 begon geleidelijk aan de germanisering van het interne ― tweetalige — bestuur, en van het onderwijs.
De provincie Posen is in 1871 met de rest van Pruisen deel geworden van het Duitse Keizerrijk en de hoofdstad Posen werd toen keizerlijke residentiestad. Daarvoor getuigt nog steeds het omvangrijke en bewust imposante keizerlijke paleis.

## Bevolkingstegenstellingen
De bevolking van Posen was aan het begin van de 19de eeuw, bij de overgang naar Pruisen, voor twee-derde deel Pools, en deze Polen waren vrijwel allen katholiek. De Duitstaligen leefden vooral in de westelijke grensgebieden met de Pruisische provincies Pommeren, Brandenburg en Silezië. Zij waren in meerderheid luthers-protestants. 
In de steden leefde een Joodse minderheid, hier en daar zelfs een meerderheid. Deze Joden – aanvankelijk een tiende deel van de gehele bevolking – werden door de overheidsstatistiek aan de Duitsers toegevoegd en sloten zich na hun wettelijke gelijkberechtiging aan bij de Duitstalige cultuurwereld. Velen van hen vertrokken – van de aanvankelijk 80.000 bleven er maar 10.000 over – naar overige delen van Duitsland, vooral Berlijn, en naar Amerika.
Het aantal Duitsers steeg door het Pruisische germaniseringsbeleid dat veel ambtenaren naar Posen bracht maar ook tienduizenden Duitse boeren in de kolonisatieprogramma's vestigde, vooral in het noordelijk deel van de provincie (het Netzedistrict). Deze kolonisatie compenseerde getalsmatig de afname van het Duitse en Joodse element, die in gang was gezet door de economische emigratie naar het westen, de zogenaamde Ostflucht.
De provincie was het toneel van conflicten tussen katholieken en protestanten, te beginnen in de Kulturkampf van de jaren tachtig van de 19de eeuw toen Poolse en Duitse katholieken elkaar eerst nog vonden in de oppositie tegen de protestantse overheid. Daarna werd de 'nationaliteitenstrijd' steeds feller en zonderden de Polen zich met steun van de Kerk steeds meer af in een eigen parallelle samenleving met eigen organisaties, die zonder veel succes werden bestreden door de Pruisische autoriteiten. De volledige verduitsing van het onderwijs werd door de Kerk met aanvullend religieus onderwijs in het Pools gecompenseerd. De Duitse katholieken, overigens grotendeels tweetaligen, kwamen daarmee in een solidariteitsconflict terecht, dat zij na 1919 oplosten door zich nationaal als Pool te bekennen.

## Nationaliteitenstrijd
In het jaar van de burgerlijk-democratische revoluties stond het liberale Frankfurter Parlement positief tegenover de Poolse zaak. In Posen richtte de Poolse adel een Pools Nationaal Comité op dat het burgerlijk bestuur wilde overnemen met de vervanging van de 'vreemde' ambtenaren door vooral Poolse inheemse functionarissen, en met de instelling van een eigen militie en politiemacht op dezelfde basis. De Pruisische koning zou daarbij als soevereine vorst erkend blijven. Terwijl overal plaatselijke bestuurscomités ontstonden, kwam de bevolking in het noordelijk deel van het groothertogdom daartegen in verzet. Zij voelde zich in meerderheid Duits en Pruisisch en wenste geen door Polen gedomineerde autonomie. Omdat zij een staatkundige verzelfstandiging van het groothertogdom duchtte, vroeg zij in massabetogingen te Bromberg (Bydgoszcz) en met een verzoekschrift aan de koning om hun districten toe te voegen aan de provincie West-Pruisen en deze ook op te nemen in de Duitse Bond.
Nadat de revolutie mislukte en het parlement ontbonden werd, voerde Pruisen de germaniseringstendens in steeds sterkere mate door.
De laatste Poolse nationale opstand in het Russische deel van Polen, in 1863, zou ten slotte in Posen leiden tot een onderdrukking van de nog overgebleven publieke Poolse culturele uitingen en tot een verdere marginalisering van het Pools in de scholen. In 1887 werd het gebruik van de Poolse taal in het laatst overgebleven vak – godsdienstonderricht – ook verboden. Een 'schoolstaking' door de ouders van schoolkinderen veroorzaakte tot over de grenzen ophef maar leidde niet tot verandering in de onderwijstaalpolitiek. De germanisering maakte van Posen, nog meer dan van de andere Pruisische provincies, een 'Duitsgetrouwe' ambtenarenstaat, waarheen een gestadige stroom ambtenaren uit andere Pruisische provincies werd gedetacheerd. Voor Polen werd de ambtelijke dienst, behalve op de laagste niveaus, gesloten.
Hoewel de provincie binnen Pruisen (na 1870 binnen het Duitse Rijk) een agrarisch en daarmee economisch marginaal gebied was, werd de landbouw in de tweede helft van de 19de eeuw modern gerationaliseerd. Hierdoor werd een aanzienlijke bevolkingsgroei mogelijk: van 0,8 (1816) tot 2,1 miljoen (1910). De emigratie was niettemin aanzienlijk omdat veel kleine boeren zonder middelen om hun bedrijfje te moderniseren, zich gedwongen zagen hun land aan grotere grondbezitters te verkopen. Omdat zij tussen de wal en het schip raakten in de Duits-Poolse nationaliteitenstrijd, vertrokken ook de meeste van de 70.000 Joden vooral naar Berlijn en vandaar vaak naar Amerika. Zij werden door de Polen afgewezen en door de Duitsers alleen om hun taal opportunistisch geduld, zonder dat ze ook in de bevoorrechte positie mochten delen. Hun vertrek en vooral ook de drie maal zo hoge Poolse geboortecijfers verzwakten getalsmatig de statistische positie van de Duitsers.
Inmiddels waren Duits- en Poolstaligen steeds meer tegenover elkaar komen te staan. Twee parallelle samenlevingen ontwikkelden zich die alleen de voor ieder verplichte openbare voorzieningen deelden, maar overigens in gescheiden werelden leefden met eigen theaters, vak- en gezelligheidsverenigingen, culturele en sportinstellingen, zelfs restaurants. De Rooms-Katholieke Kerk zou gedurende de hele 19de eeuw stand kunnen houden als bolwerk en vrijplaats voor de nationale Poolse gezindheid en de daarmee verbonden Poolse cultuur. Omdat de Kerk voor de Pruisische staat betrekkelijk onaantastbaar was, was zij in staat om een deel van de katholieke minderheid onder de Duitstaligen in het Poolse kamp te krijgen.

## Staatskolonisatie
Al deze tendensen hadden een teruggang van het Duitstalige bevolkingsdeel ten gevolge, waarbij ook het Joodse werd gerekend, van een geschatte 45% in 1810 tot 38% in 1905. Na het wegtrekken van de meeste Joden bleef het relatieve aandeel van de Duitse bevolking op ruim een derde staan, ondanks dat in de laatste decennia van de 19de eeuw de Poolse bevolking met een driemaal hoger dan gemiddeld geboortecijfer aangroeide. De stabiliteit was overigens een gevolg van de compensatie door een grootschalig kolonisatieprogramma. Dit werd sinds 1886 volgens het 'Ansiedlungsgesetz' door de Pruisische staat met de inzet van zeer grote subsidies uitgevoerd om protestants-Lutherse Duitse boeren, waarvan verwacht werd dat zij zich afzijdig zouden houden van de katholieke Polen, in volgens de stand van 1910 ca. 220 nieuw opgerichte dorpen. Het daarvoor benodigde land – meer dan een tiende deel van het oppervlak van de provincie – werd op zeer grote schaal land aangekocht van bij voorkeur Poolse maar zeker ook van Duitse grootgrondbezitters, wanneer die laatsten opportunistisch dreigden hun grond in de verkoop te brengen om hun schulden te delgen. 
Eigenlijk betrof de staatskolonisatie de oprichting van gesubsidieerde modeldorpen waarin de bewoners – in totaal 150.000 die voor een derde deel overigens uit de provincie Posen zelf of uit Russisch Polen afkomstig waren – zich in modern georganiseerde landbouwcoöperaties goed wisten te handhaven. De toevloed van Duitse boeren betekende statistisch overigens nauwelijks meer dan een compensatie van de teruggang van het Duitstalige element, dat door zijn geringere geboortecijfer langzaam ten opzichte van de Polen inkromp.
Om een indruk te geven van de geografisch-nationale verhoudingen aan het einde van de Pruisische periode geeft het bijgaande kaartje van de provincie het Poolstalige meerderheidsgebied in een zachtgele kleur aan. Aan het einde van de Pruisische periode telde de provincie 2,1 miljoen inwoners, waarvan ruim 0,8 miljoen Duitsers en bijna 1,3 miljoen Polen.

## Toevoeging aan het heropgerichte Polen 1919
Na de Eerste Wereldoorlog moest Duitsland, conform het Verdrag van Versailles, Posen grotendeels en West-Pruisen voor een aanzienlijk deel afstaan aan het nieuwe Polen (woiwodschap Poznań). Alleen enkele zeer overwegend Duitstalige grensgebieden werden daarvan uitgezonderd. De Posense gebieden die bij Duitsland mochten blijven telden ruim 100.000 inwoners. Een deel van deze gebieden werden tot de nieuwe provincie Grensmark Posen-West-Pruisen samengevoegd. De grote meerderheid van de Duitsers vertrok uit de nu door de Poolse staat geannexeerde gebieden. Zij hadden hun (ambtelijke) posities verloren of raakten als middenstanders hun klandizie kwijt. Ook onteigening door de Poolse staat – in de eerste plaats de staatskoloniedorpen – beroofde Duitsers van hun bestaansgrond zodat zij moesten vertrekken. Daarnaast achtten vele rooms-katholieke Duitstaligen – en tiende deel van de Duitse bevolking – het in de nieuwe omstandigheden raadzaam om zich voortaan als Pool te bekennen.

## Nazi-Duitse bezetting 1939-1945
Het Poolse deel van Posen behoorde, samen met het voormalige West-Pruisen, van 1939 tot 1945 wederom tot Duitsland, nu het Groot-Duitse Rijk, waar deze gebieden sinds 1940 de Rijksgouw Wartheland en de Rijksgouw Danzig-West-Pruisen heetten. De Poolse bovenlaag en de Joden werden deels vermoord en overigens uitgewezen naar het Generaal-Gouvernement Warschau dat onder directe SS-heerschappij stond. De Joden werden daar eerst in getto's opgesloten en vervolgens naar vernietigingskampen gedeporteerd en daar vermoord. Een nieuw ambtelijk-militaire nazi-elite, waaronder ook veel voormalige Duitse bewoners, werd in Wartheland gestationeerd. 
Enkele honderdduizenden Volksduitsers uit de Sovjet-Unie, de Baltische landen en Roemenië werden vervolgens door de Duitse autoriteiten geëvacueerd en hierheen gebracht ter versterking van het Duitse element. Zij werden op boerderijen gevestigd waarvan de Poolse bezitters werden verdreven. De autochtone bevolking, die vóór 1919 Duits staatsburger was geweest, kon dat opnieuw worden, maar zij diende dan voldoende kennis van de Duitse taal te bezitten en zich daarnaast te schikken in een streng germaniseringsprogramma. De uitkomst van dit programma was de voorlopige plaatsing in de een van de categorieën op de 'Volksliste', met daaraan verbonden verschillende voorrechten en verplichtingen. Een en ander werd onder een bijzonder gewelddadige nationaalsocialistische regie uitgevoerd. Het lag in de bedoeling van het daarvoor uitgewerkte Generalplan Ost, om de niet voor aanpassing aan een SS-modelmaatschappij geschikte Poolse bevolking op den duur te deporteren naar Rusland.
Sinds het einde van de Tweede Wereldoorlog is het gebied weer Pools. Vrijwel alle Duitse inwoners zijn tussen 1945 en 1948 gevlucht, of geïnterneerd en na afloop van dwangarbeid of gevangenisstraf naar West-Duitsland uitgewezen. Duitsgezinde tweetaligen die tijdens de bezetting voor de Duitse nationaliteit hadden gekozen door zich te laten inschrijven op de Volksliste, moesten zich strafrechtelijk verantwoorden voordat zij weer Pool konden worden. Als hun verzoek om (weer) Pool te mogen worden werd aanvaard, bleven zij nog lange tijd onder een speciaal toezicht gesteld. Gestraften vielen vaak ten offer aan ziekte en verwaarlozing in strafkampen. 
Het huidige woiwodschap Groot-Polen komt ongeveer met de oude provincie Posen overeen.

## Bestuurlijke indeling (voor 1920)

### Regierungsbezirk Posen
| Duitse naam                | Poolse naam   | Polen | Duitsers ¹ |  |
| Stadsdistrict (Stadtkreis) |               |       |            |  |
| Posen                      | Poznań        | 55%   | 45%        |  |
|                            |               |       |            |  |
| Districten (Landkreise)    |               |       |            |  |
| Adelnau                    | Odolanów      | 90%   | 10%        |  |
| Birnbaum                   | Międzychód    | 51%   | 49%        |  |
| Bomst ²                    | Babimost      | 49%   | 51%        |  |
| Fraustadt ²                | Wschowa       | 27%   | 73%        |  |
| Gostyn                     | Gostyn        | 87%   | 13%        |  |
| Grätz                      | Grodzisk      | 82%   | 18%        |  |
| Jarotschin                 | Jarocin       | 83%   | 17%        |  |
| Kempen                     | Kępno         | 84%   | 16%        |  |
| Koschmin                   | Koźmin        | 83%   | 17%        |  |
| Kosten                     | Kościan       | 89%   | 11%        |  |
| Krotoschin                 | Krotoszyn     | 70%   | 30%        |  |
| Lissa                      | Leszno        | 36%   | 64%        |  |
| Meseritz ²                 | Międzyrzecz   | 20%   | 80%        |  |
| Neutomischel               | Nowy Tomyśl   | 51%   | 49%        |  |
| Obornik                    | Oborniki      | 61%   | 39%        |  |
| Ostrowo                    | Ostrów        | 80%   | 20%        |  |
| Plesche                    | Pleszew       | 85%   | 15%        |  |
| Posen-Ost                  | Poznań, Wsch. | 72%   | 28%        |  |
| Posen-West                 | Poznań, Zach. | 87%   | 13%        |  |
| Rawitsch                   | Rawicz        | 55%   | 45%        |  |
| Samter                     | Szamotuły     | 73%   | 27%        |  |
| Schildberg                 | Ostrzeszów    | 90%   | 10%        |  |
| Schmiegel                  | Śmigiel       | 82%   | 18%        |  |
| Schrimm                    | Śrem          | 82%   | 18%        |  |
| Schroda                    | Środa         | 88%   | 12%        |  |
| Schwerin ²                 | Skwierzyna    | 5%    | 95%        |  |
| Wreschen                   | Września      | 84%   | 16%        |  |
|                            |               |       |            |  |

### Regierungsbezirk Bromberg
| Duitse naam                | Poolse naam | Polen | Duitsers ¹ |  |
| Stadsdistrict (Stadtkreis) |             |       |            |  |
| Bromberg                   | Bydgoszcz   | 16%   | 84%        |  |
|                            |             |       |            |  |
| Districten (Landkreise)    |             |       |            |  |
| Bromberg                   | Bydgoszcz   | 38%   | 62%        |  |
| Czarnikau ²                | Czarnków    | 27%   | 73%        |  |
| Filehne ²                  | Wieleń      | 28%   | 72%        |  |
| Gnesen                     | Gniezno     | 67%   | 33%        |  |
| Inowrazlaw                 | Inowrocław  | 64%   | 36%        |  |
| Kolmar ²                   | Chodzież    | 18%   | 82%        |  |
| Mogilno                    | Mogilno     | 76%   | 24%        |  |
| Schubin                    | Szubin      | 56%   | 44%        |  |
| Strelno                    | Strzelno    | 82%   | 18%        |  |
| Wirsitz                    | Wyrzysk     | 47%   | 53%        |  |
| Witkowo                    | Witkowo     | 83%   | 17%        |  |
| Wongrowitz                 | Wągrowiec   | 77%   | 23%        |  |
| Znin                       | Żnin        | 77%   | 23%        |  |

¹ bij de volkstelling in 1910 gaf de bevolking zich op als Duits-, Pools- dan wel tweetalig met voorkeur voor een van de talen. Op grond daarvan worden zij hier als 'Duitser' dan wel 'Pool' aangeduid

² bij Duitsland gebleven randgebieden en sinds 1922 deel van de Grensmark Posen-West-Pruisen

## Eerste presidenten (Oberpräsidenten)
- 1815-1824: Joseph Zerboni di Sposetti
- 1825-1830: Johann von Baumann
- 1830-1840: Eduard Heinrich von Flottwell
- 1840-1842: Adolf Heinrich von Arnim-Boitzenburg
- 1843-1850: Carl Moritz von Beurmann
- 1850-1851: Gustav von Bonin
- 1851-1860: Eugen von Puttkamer
- 1860-1862: Gustav von Bonin
- 1862-1869: Carl Wilhelm von Horn
- 1869-1873: Otto von Königsmarck
- 1873-1886: William Barstow von Guenther
- 1886-1890: Robert von Zedlitz-Trützschler
- 1890-1899: Hugo von Wilamowitz-Moellendorff
- 1899-1903: Karl Julius Rudolf von Bitter
- 1903-1911: Wilhelm von Waldow-Reitzenstein
- 1911-1914: Philipp Schwartzkopf
- 1914-1918: Hans von Eisenhart-Rothe

## Afkomstig uit Posen
- Erich Ludendorff (1865-1937), stafchef Duitse leger

1815:
Brandenburg · Groothertogdom Beneden-Rijn · Gulik-Kleef-Berg · Oost-Pruisen · Pommeren · Posen · Saksen · Silezië · Westfalen · West-Pruisen · 1822: Rijnprovincie · 1829: Pruisen · 1850: Hohenzollernsche Lande · 1867: Hannover · Hessen-Nassau · Sleeswijk-Holstein · 1878: Oost-Pruisen · West-Pruisen · 1919: Neder-Silezië · Opper-Silezië · 1920: Berlijn · 1922: Grensmark Posen-West-Pruisen · 1944: Halle-Merseburg · Keur-Hessen · Maagdenburg · Nassau · 1945: Saksen-Anhalt